# Żagań
Pour les articles homonymes, voir Żagań (homonymie) et Sagan.
Żagań (prononciation : [ˈʒagaɲ]) connue également sous son nom allemand de Sagan, est une ville de Pologne dans la voïvodie de Lubusz, dont la partie sud (y compris Żagań) appartient historiquement à la Basse-Silésie. C'est le chef-lieu du powiat de Żagań.

## Géographie
La ville se trouve à 40 km à l'est de la frontière germano-polonaise, approximativement à mi-chemin entre Cottbus et Wrocław. Elle est située sur la rivière Bóbr, affluent de l'Oder, près de l'embouchure de la Kwisa.

## Toponymie
Le nom polonais traditionnel est Żegań, mais le nom Żagań est la forme fixée après la Seconde Guerre mondiale.

## Histoire
C’est en 1202 que pour la première fois Sagan est mentionnée dans un document. Dès 1285, elle reçoit le privilège urbain selon les droits de Magdebourg. La ville est longtemps le siège d’une principauté silésienne. À partir de 1249/1251, elle est rattachée au nouveau duché de Głogów (Glogau) sous le règne du duc Conrad II. De 1274 à 1472, la ville est le siège d’une principauté autonome dans l'extrême ouest de la Silésie, le duché de Sagan appartenant à la maison Piast. En 1284, un chapitre de chanoines augustins est fondé. Grand centre culturel de la région à la fin du Moyen Âge, la ville est également un centre économique basé sur le tissage, la brasserie et l’industrie du fer.
En 1472, le duc Piast Jean II le Fou vendit la principauté et la ville à la maison de Wettin en Saxe. Sous le règne du duc Henri le Pieux, de 1539 à 1541, la Réforme protestante se diffuse sans obstacle. En 1549, l’électeur Maurice de Saxe céda le duché de Sagan à Ferdinand Ier de Habsbourg, roi de Bohême et frère cadet de l'empereur Charles Quint. 

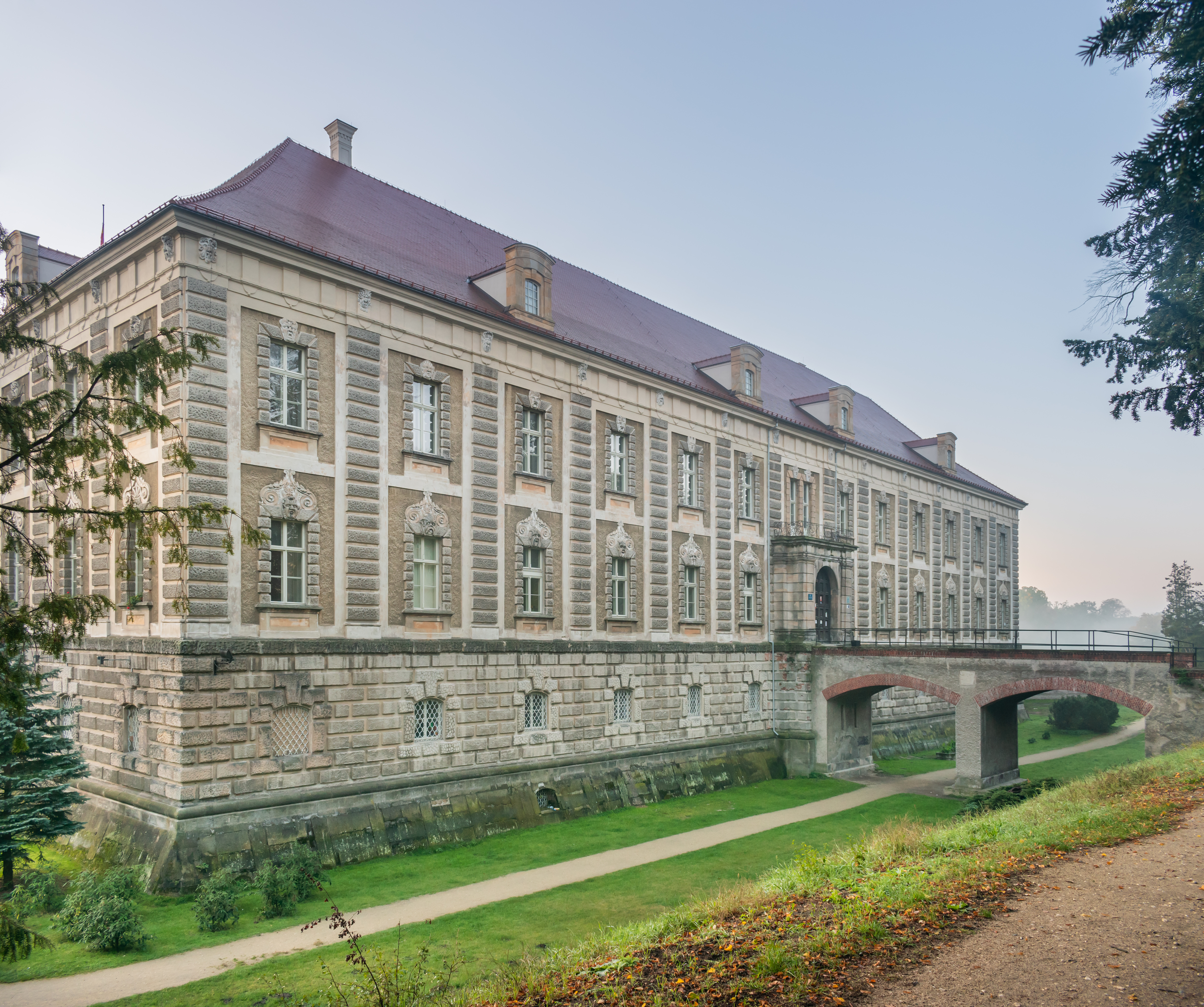
Le palais Lobkowicz.

Sous le règne de la maison de Habsbourg, en 1627, le général Albrecht von Wallenstein entre en possession de la ville. À son invitation, l’astronome et mathématicien Johannes Kepler y travaille de jusqu'à 1630. En 1646, c’est Wenzel Eusebius, prince de Lobkowicz, qui en fait l’acquisition, il fait reconstruire par la suite le château d’après les plans de l’architecte italien Antonio della Porta.
En 1786, le fief de Sagan fut acquis par Pierre von Biron, duc de Courlande, et en 1843, passa à sa fille Dorothée (1793-1862), devenue successivement en 1809 comtesse Edmond de Périgord - un neveu de Talleyrand - en 1817 duchesse de Dino, et en 1848 duchesse de Talleyrand, dont le célèbre diplomate fit probablement sa jeune maitresse, voire en eut une fille, Pauline ; elle y vécut ses dernières années, soutenue par Adolphe Fourier de Bacourt. Un brevet du roi Frédéric-Guillaume IV de Prusse du 6 janvier 1845 avait titré Dorothée de Courlande duchesse de Sagan et Napoléon III reconnut le titre en France en faveur de son fils Louis.
C'est ainsi qu'en France il y a un prince et un duc de Sagan. Le double titre, prussien et français, aurait servi à assurer au duc de Sagan une position neutre au cours de la Seconde Guerre mondiale : son château de Valençay devenant ainsi un asile sûr pour les trésors du Louvre pendant l'occupation allemande. En fait, en aucun cas Valençay n'a eu un statut de neutralité durant la Seconde Guerre mondiale. Le choix du château pour accueillir des œuvres du Louvre en cas de guerre (décision de 1938), venait du fait de la grandeur du château, du fait qu'il possédait une chambre forte (où ont été cachés les bijoux de la couronne de France), du fait que les hauteurs sous plafond dans les communs, l'orangerie et le château permettaient d'accueillir les grandes caisses en bois où se trouvaient les plus belles statues du Louvre (Vénus de Milo, Victoire de Samothrace, Esclaves de Michel Ange, etc.). En tout, plus de 1.000 caisses d’œuvres d'art (de musées nationaux et de musées privés) ont été protégées à Valençay. Il y eut en France plus de 80 lieux comme Valençay. Le dernier duc de Valençay, Boson de Talleyrand-Périgord (mort en 1952) était duc de Sagan (un titre qui n'était plus reconnu en Allemagne depuis la République de Weimar). Sa nièce Violette de Talleyrand (épouse de Gaston Palewski), décédée en 2003, avait repris ce titre. De longs procès (jusqu'à la fin des années 1970) ont opposé cette dernière et l'héritier de Boson de Talleyrand, son beau-fils Jean Morel, pour obtenir les indemnités de la Pologne versées à la France en compensation de la nationalisation du palais et du domaine de Sagan,,,.
C'est à Sagan que, pendant cette guerre, se trouvaient le Stalag Luft III et le Stalag VIII C de triste mémoire où 10 000 prisonniers de guerre dont 4 500 Français en transit étaient détenus. Le 24 mars 1944, 76 prisonniers du Luft III alliés s'échappèrent par un tunnel de 110 m de long et de 9 m de profondeur, mais les fuyards furent presque tous rattrapés dans les heures et jours qui suivent sauf trois hommes qui parvinrent à s’enfuir. Cet épisode de l'histoire du Stalag de Sagan a été immortalisé par le film de John Sturges : La Grande Évasion.
En février 1945, les troupes soviétiques occupèrent Sagan après des combats acharnés. La ville fut placée sous administration polonaise. Les deux années suivantes virent l’expulsion des habitants et leur remplacement par des Polonais qui venaient à la fois des Kresy ainsi que d'autres régions de Pologne.
Le déblayage des ruines commença en 1947, suivi par la mise en service d’usines et d’entreprises artisanales ainsi que par l'ouverture d’écoles. Dans les années 1970 fut créé un nouveau quartier et, en 1983, on acheva le travail de reconstruction du palais résidentiel.
De 1975 à 1998, la ville appartenait administrativement à la voïvodie de Zielona Góra.

En 1996, Żagań était parmi les sept premières villes de Pologne qui avaient mis en œuvre le programme gouvernemental de sauvetage des villes historiques.
Depuis 1999, elle appartient administrativement à la voïvodie de Lubusz.

### La communauté juive de Sagan
- La communauté juive à Sagan avant la Seconde Guerre mondiale et sa synagogue

## Politique et administration

### Administration locale
La ville est une gmina urbaine et est le siège administratif (chef-lieu) de la gmina de Żagań et du powiat de Żagań.

## Démographie
Données du 30 juin 2004 :
| Description        | Total  | Total | Femmes | Femmes | Hommes | Hommes |
| ------------------ | ------ | ----- | ------ | ------ | ------ | ------ |
| Unité              | Nombre | %     | Nombre | %      | Nombre | %      |
| Population         | 26 665 | 100   | 13 931 | 52,2   | 12 734 | 47,8   |
| Densité (hab./km2) | 668    | 668   | 349    | 349    | 319    | 319    |

## Personnages célèbres en relation avec la Ville
- Franz Liszt (1811–1886) - Compositeur hongrois, a deux fois visité Żagań/Sagan.
- Stendhal (1783–1842) - Écrivain français, était à Żagań/Sagan comme agent de l'armée de Napoléon pour le ravitaillement.
- Johannes Kepler (1571–1630) - Astronome allemand, a passé les 2 dernières années de sa vie à Żagań/Sagan.
- Dorothée de Courlande (1793–1862) - Dorothée, princesse de Courlande, puis duchesse de Talleyrand (1838) et duchesse de Sagan (1845).
- Adolphe Fourier de Bacourt (1801-1865), diplomate Français;
- Božena Němcová (1820–1862) - Écrivain tchèque.
- Albrecht von Wallenstein (1583–1634), duc de Żagań de 1627 à 1634
- Johann Ignaz von Felbiger (1724–1788), réformateur de l'éducation, abbé de l'Ordre de Saint Augustine à Żagań
- Peter von Biron (1724–1800), duc de Żagań de 1786 à 1800
- Louis XVIII (1755–1824), futur roi de France. il a passé plusieurs moins en 1793 à Żagań.
- Honoré de Balzac (1799–1850), écrivain français. il a passé 2 semaines en 1847 à Żagań
- Adolf Engler (1844–1930), botaniste allemand né à Żagań
- Reinhold Röhricht (1842–1905), historien allemand. Il a étudié au Gymnasium de Żagań de 1852 à 1862
- Wolfgang Paalen (1905–1959), peintre et théoricien autrichien, membre du groupe surréaliste, a passé une partie de son enfance dans le château de son pères de Saint-Rochusburg près de Żagań de 1913 à 1928
- Bronisława Wajs (1908–1987), classique polonaise-rom. Elle vivait dans Żagań dans les années 1950.
- Wolfgang Samuel (1935-), enfant réfugié allemand, auteur, pilote US Air Force. Dans ses mémoires "German Boy", il raconte sa fuite lors de l'invasion russe pendant son enfance et décrit la fin de la Seconde Guerre mondiale du point de vue d'un enfant allemand de 10 ans. Il finit par s'exiler en Amérique où il rejoint l'US Air Force.
- Waldemar Skrzypczak (1956- ), général polonais, commandant des Forces terrestres polonaises de 2006 à 2009. De 2003 à 2006, il a commandé la 11e division de cavalerie blindée à Żagań.
- Tadeusz Buk (1960–2010), général polonais, commandant des forces terrestres polonaises de 2009 à 2010. De 2002 à 2005, il a commandé la 34e Brigade de cavalerie blindée à Żagań.
- Mariusz Jurasik (1976- ), joueur de handball polonais. Il a commencé sa carrière au WKS Sobieski Żagań
- Łukasz Garguła (1981- ), footballeur polonais. il joue à Wisła Kraków et dans l'équipe nationale polonaise de football
- Françoise Sagan (1935-2004), écrivaine française ; tire son pseudonyme d’Hélie de Talleyrand-Périgord, prince de Sagan, dans l’œuvre de Marcel Proust « À la recherche du temps perdu ».

## Photos

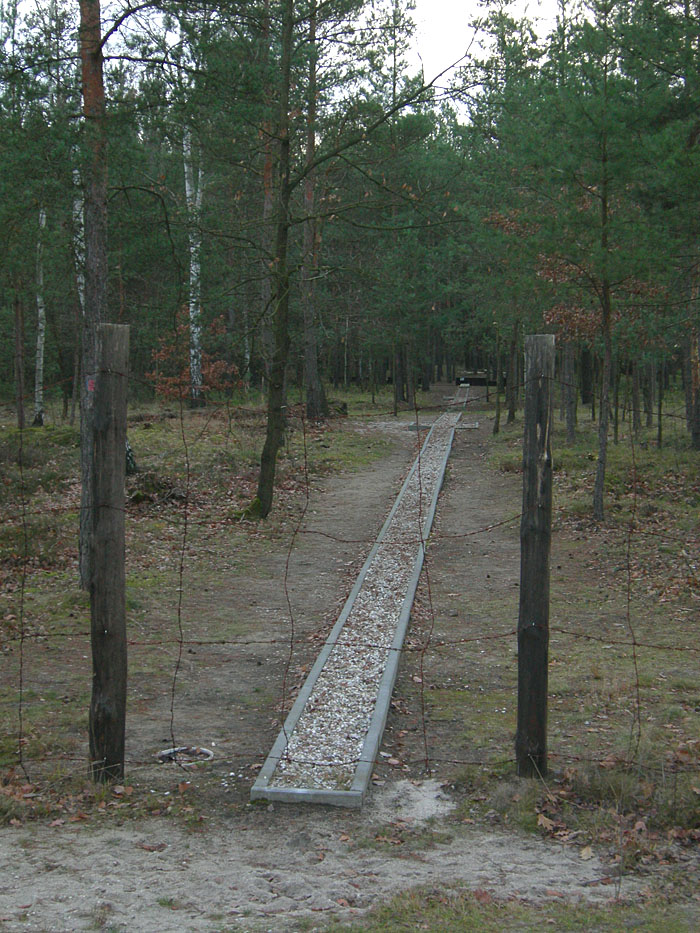
Le tunnel Harry du Stalag de Sagan.
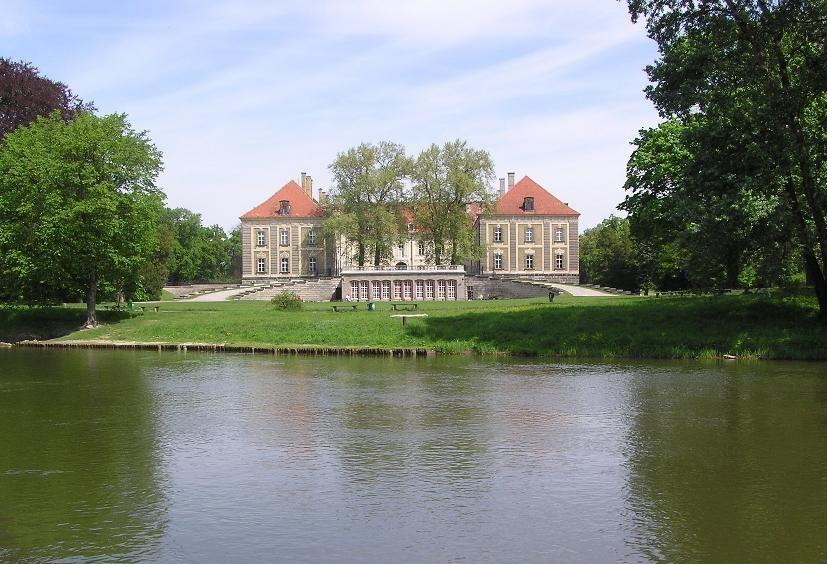
Château de Żagań.
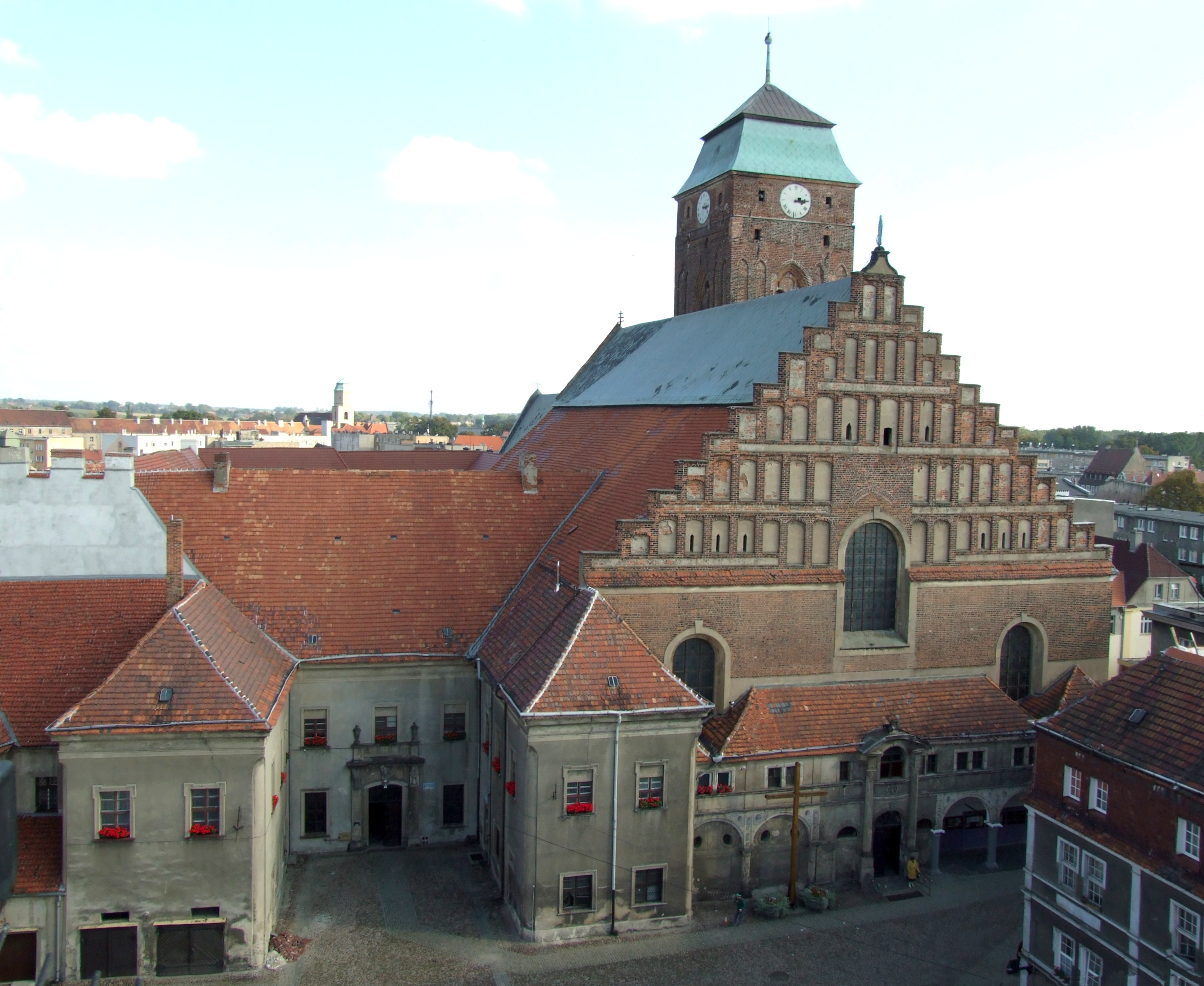
Église paroissiale.
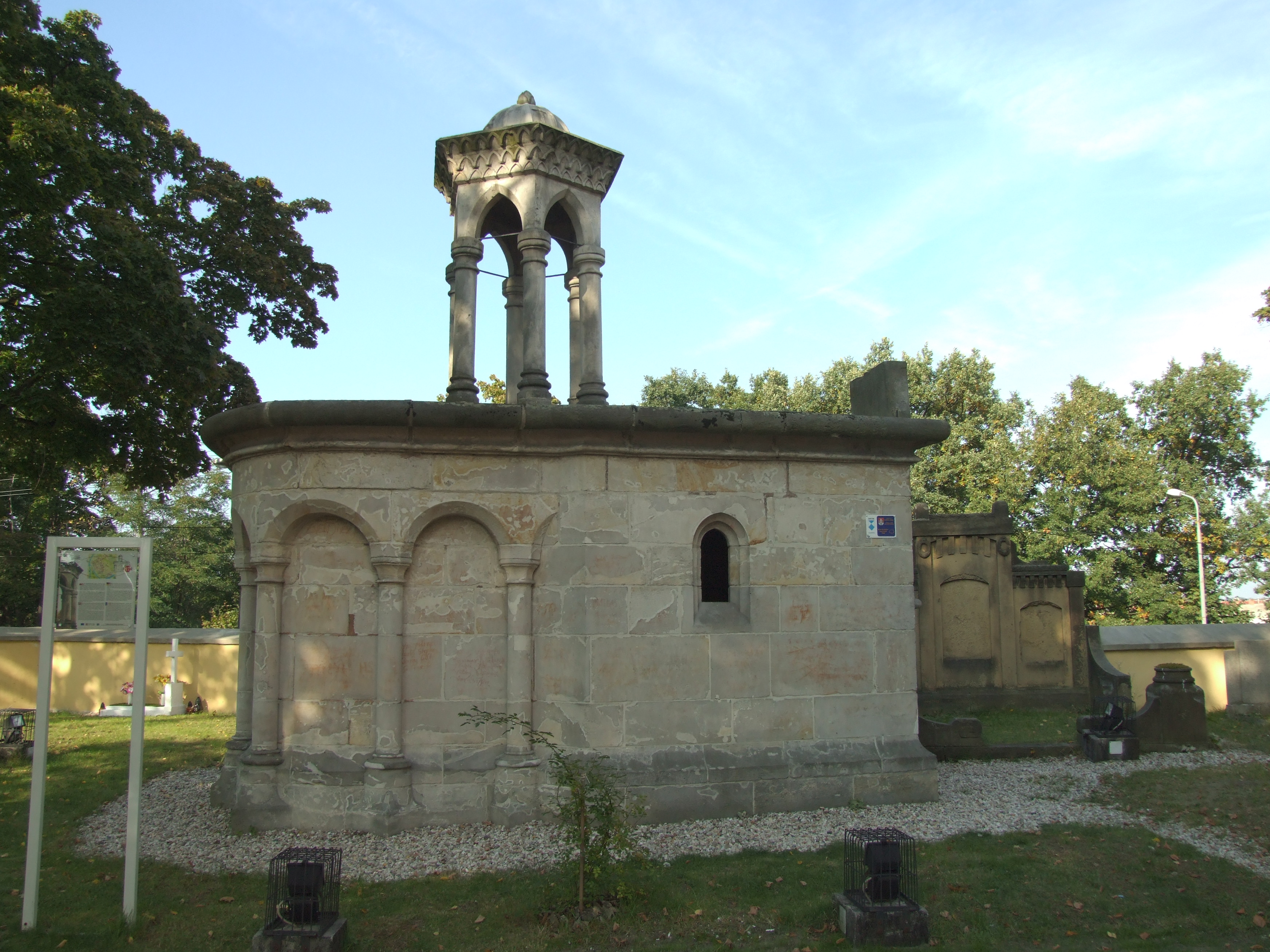
Chapelle de la tombe du Christ - copie de la chapelle de Jérusalem.
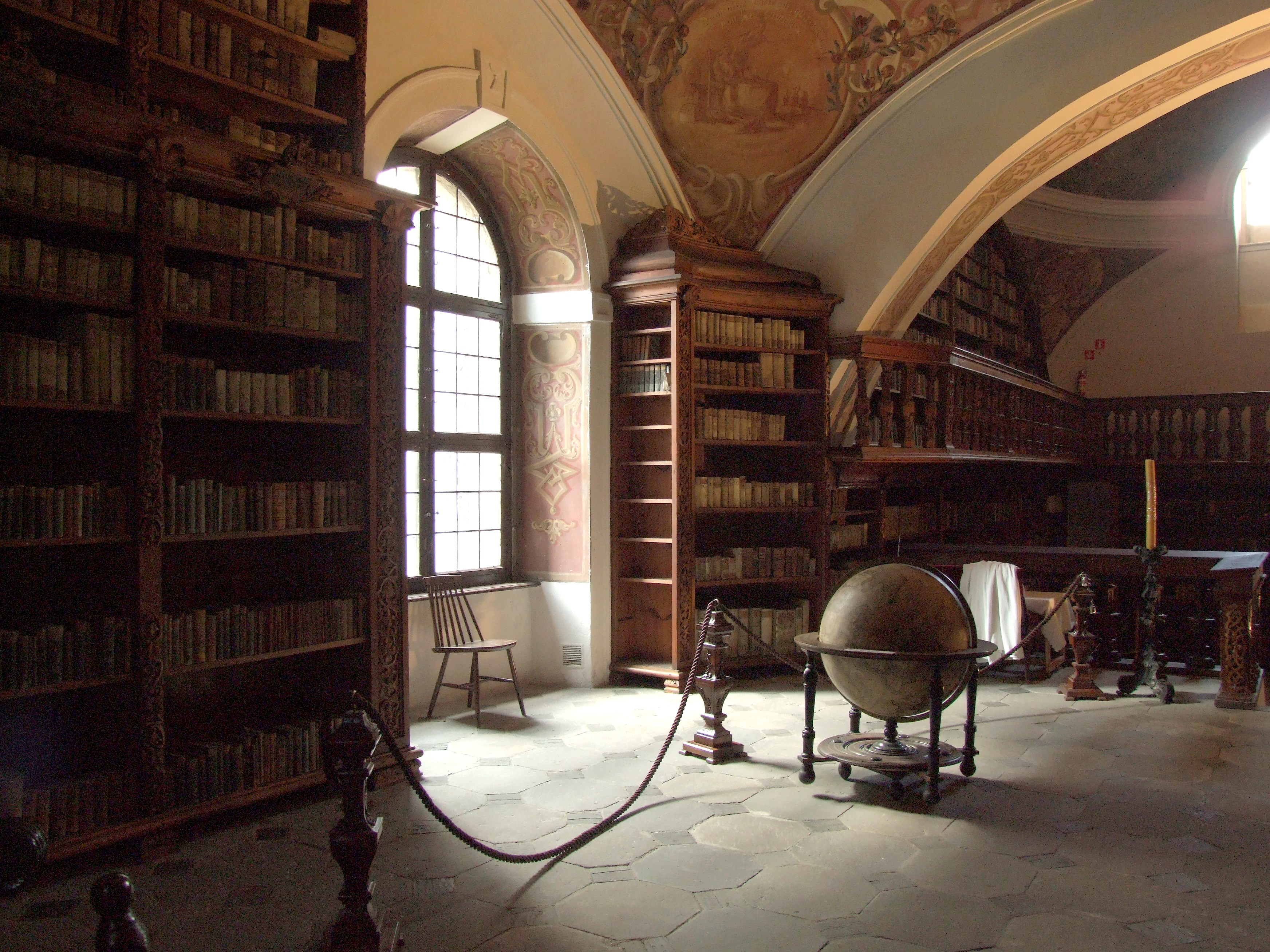
L'intérieur de la bibliothèque de l'église paroissiale.
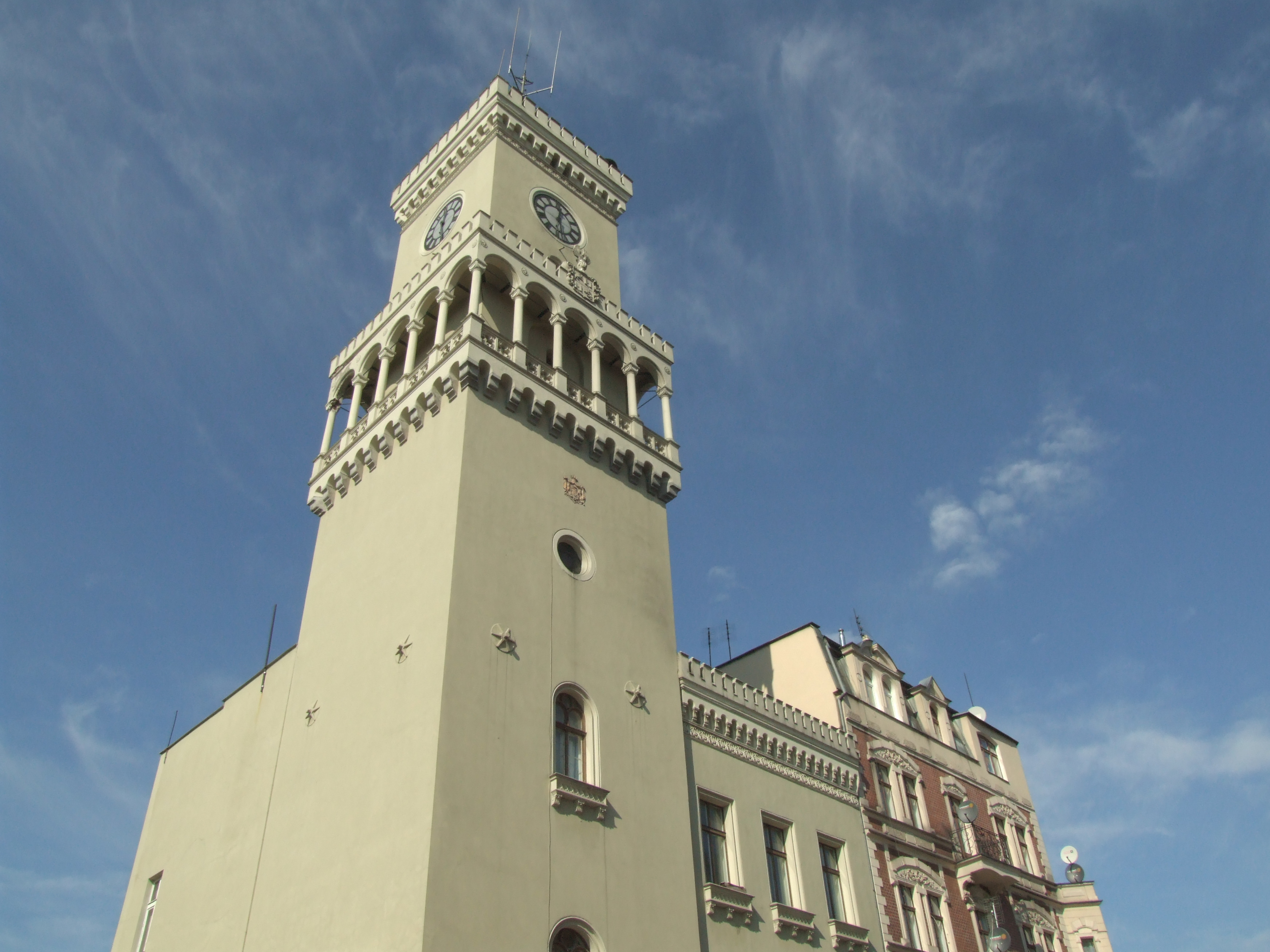
Tour de l'Hôtel de Ville.

## Relations internationales

### Jumelages
- Netphen (Allemagne)
- Ortrand (Allemagne)
- Teltow (Allemagne)
- Duns (Royaume-Uni)
- Saint-Omer (France)
- Grumo Nevano (Italie)